# 대전 대덕구의 향토문화유산
대전 대덕구의 향토문화유산은 「문화재보호법」제2조제 2항에 따른 지정문화재 및 같은 법 제2조제3항에 따른 등록문화재가 아닌 것으로서 다음 세대에 계승·상속될 수 있도록 보존·관리할 가치가 있는 유·무형의 문화적 소산으로 대전광역시 대덕구청장(이하 "구청장"이라 한다)이 지정·고시한 것을 말한다.

## 참고 문헌
- 대전 대덕구 홈페이지 - 고시/공고